# Sverre Rødahl
Sverre Rødahl (født 7. juli 1950 i Oslo) er en dansk/norsk sceneinstruktør bosat i Danmark siden 1998. Rektor for Statens Scenekunstskole i København. Uddannet cand.mag. fra universitetet i Oslo (fransk, sociologi og nordisk sprog og litteratur) 1975, derefter instruktøruddannelse fra Statens Teaterskole i Oslo (1982). Sverre Rødahl har været fastansat og freelance sceneinstruktør i Norge gennem 25 år. Har iscenesat på alle de store teatre i Norge gennem 30 år, klassisk og moderne skuespil. Han var teaterchef for det norske Nationaltheatret 1988-1990 sammen med Ellen Horn og Ole-Jørgen Nielsen. Leder af instruktøruddannelsen ved Statens Teaterhøgskole i Oslo 1991-92. 1992-1997 rektor for Statens Teaterhøgskole. Bosat i Danmark siden 1998, dansk statsborger fra 2011. Generalsekretær i Nordisk Ministerråds institution Nordisk Center for scenekunst (NordScen) 1998 - 2003. Rektor for Statens Scenekunstskole (tidl. Statens Teaterskole) fra 2003.
Sverre Rødahl har undervist ved forskellige nordiske teaterskoler fra 1983. Medlem af en række udvalg og komitéer under norske og danske kultur- og uddannelsesministerier. Præsident for det europæiske teaterskolenetværk École des écoles fra 2009-2014.
Ridder af Dannebrog.